# Maison 12 rue Kéréon

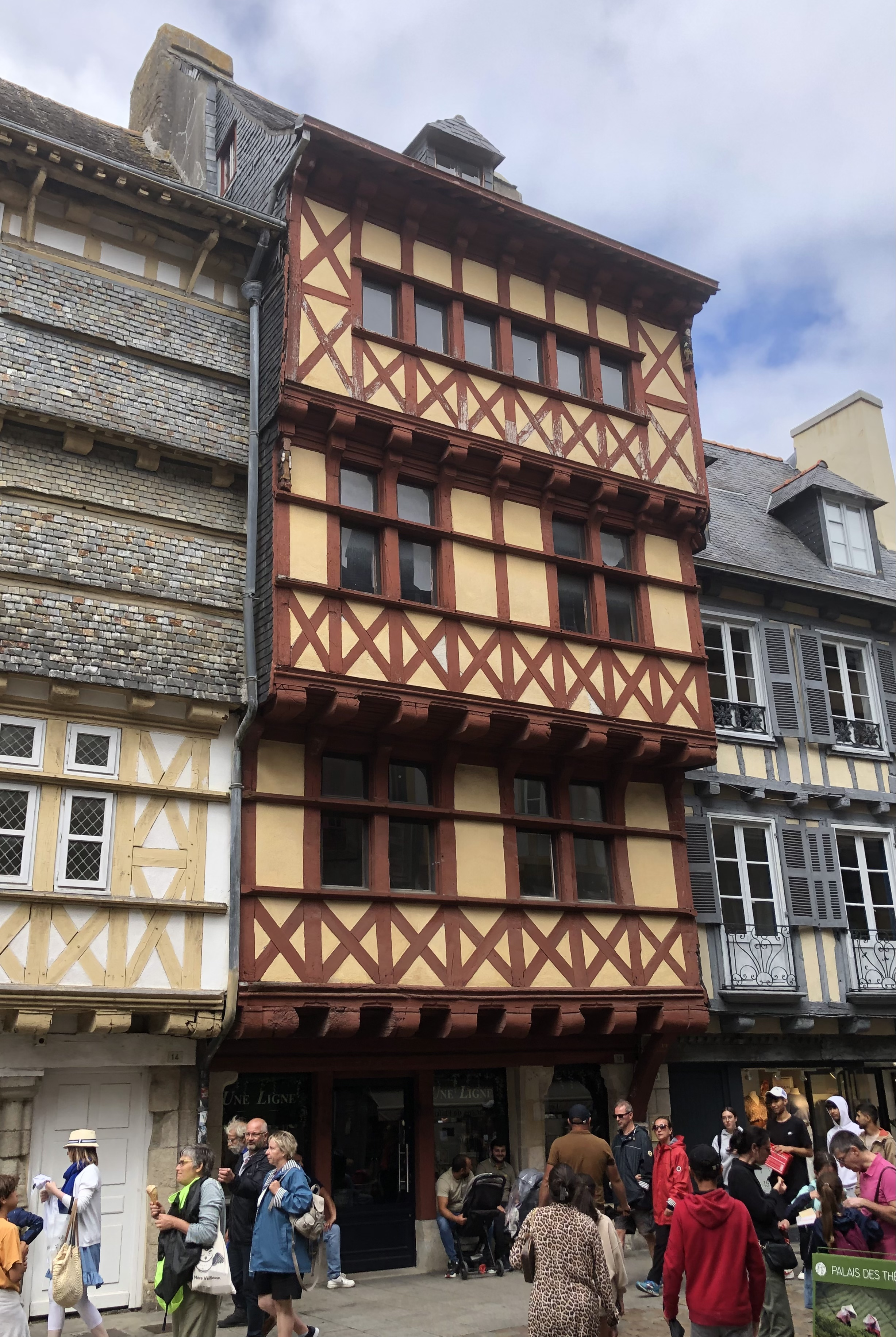
Haus 12 rue Kéréon im Jahr 2022

Maison 12 rue Kéréon ist ein denkmalgeschütztes Gebäude in Quimper in der Bretagne in Frankreich.

## Lage
Es befindet sich im historischen Stadtzentrum von Quimper auf der Nordseite der Rue Kéréon (bretonisch Straed ar Gereon). Unmittelbar westlich grenzt das gleichfalls denkmalgeschützte Haus Maison 14 rue Kéréon an.

## Architektur und Geschichte
Das traufständige viergeschossige Gebäude wurde im 16. Jahrhundert erbaut. Während das Erdgeschoss in massiver Bauweise errichtet wurde, entstanden die oberen Etagen als Fachwerkbau. Die oberen Geschosse kragen dabei jeweils über das darunter liegende vor.
Die Eintragung in die Liste der Monuments historiques in Quimper erfolgte am 18. Oktober 1938 unter der Nummer PA00090350 mit dem Status Classé, wobei sich die Eintragung auf die straßenseitige Fassade und das Dach bezieht. Das Gebäude befindet sich in Privateigentum. Im Erdgeschoss besteht ein Ladengeschäft.